# Gorgodon
Gorgodon es un género extinto de sinápsido basal. El género es monotípico, ya que solo se conoce a la especie tipo, Gorgodon minutus del Pérmico Inferior del suroeste de Estados Unidos. Los únicos restos conocidos de Gorgodon son dos fósiles que consisten en fragmentos del cráneo. Gorgodon fue descrito y nombrado por el paleontólogo Everett C. Olson en 1962 a partir de restos hallados en la Formación San Angelo en el condado de Knox (Texas). Basándose en lo que es conocido de Gorgodon — los huesos escamosal, cuadrado y pterigoides de la parte posterior del cráneo, los huesos maxilar y premaxilar que conforman la parte delantera del cráneo y varios dientes — se infiere que Gorgodon tenía una fenestra temporal relativamente grande y un par de grandes dientes caniniformes cónicos en la parte delantera de la mandíbula. Otros rasgos distintivos de Gorgodon incluyen la conexión fusionada entre los huesos cuadrado y escamosal y un largo proceso transverso del pterigoides (una proyección que se extiende desde el pterigoides en la parte inferior del cráneo).
Olson clasificó a Gorgodon como un terápsido muy primitivo debido a que tenía una dentición heterodonta y una fenestra temporal grande que no se observan en los sinápsidos más basales, pero sí está presente en los terápsidos. Él lo situó en la familia Phthinosuchidae debido a que sus dientes se asemejan a los de Phthinosaurus, un enigmático terápsido del Pérmico Medio de Rusia que es muy probablemente un dinocéfalo. Sin embargo, los únicos dientes conocidos de Phthinosaurus son de la mandíbula inferior y los dientes reportados para Gorgodon son de su mandíbula superior. Olson razonó que la forma de los dientes de Gorgodon encajaría con la que se podría esperar para los dientes superiores de Phthinosaurus incluso aunque no había rasgos homólogos entre ambos taxones que pudieran apoyar dicha relación. Olson creyó que Gorgodon era más primitivo que Phthinosaurus, y que ambos eran ancestros de un grupo de terápsidos conocidos como los gorgonópsidos.
Sidor y Hopson (1995) propusieron que Gorgodon y varios otros terápsidos primitivos que Olson describió de la Formación San Angelo eran en cambio los restos aplastados de esfenacodóntidos. Los esfenacodóntidos son un grupo de sinápsidos no terápsidos que fueron comunes en lo que ahora es el suroeste de Estados Unidos durante el Pérmico Inferior. Aunque es más probable que Gorgodon sea un sinápsido no terápsido, su relación con otros sinápsidos no ha sido examinada debido a que carece de rasgos anatómicos distintivos.